# Konstantīns Calko
Konstantīns Calko (Daugavpils, 13 april 1994) is een Lets autocoureur.

## Carrière
Calko begon zijn autosportcarrière in 2004 in het karting, toen hij het Lets kartkampioenschap won, wat hij in 2007 opnieuw deed. In 2008 werd hij tweede in de Baltische Rotax Max Karting Challenge Junior achter Aavo Talvar. In 2009 keerde hij terug in het Lets kartkampioenschap, waar hij als tweede eindigde. Dat jaar reed hij ook zijn eerste race in het endurance (motorsport)enduranceracing in de X1-klasse van de 1000 kilometer van Omnitel, die hij won met zijn teamgenoten Ramünas Capkauskas en Tomas Sipkauskas. In 2010 nam hij deel aan het Europese kartkampioenschap, waar hij derde werd. Ook nam hij opnieuw deel aan de X1-klasse van de 1000 kilometer van Omnitel, die hij ditmaal als tweede eindigde.
In 2011 stapte Calko over naar de toerwagens, waar hij ging rijden in de B-klasse van het Baltic Touring Car Championship. In deze klasse werd hij kampioen. Ook werd hij tweede in de 1000 kilometer van Riga. In 2012 stapte hij over naar de Radical European Masters, waar hij kampioen werd met acht overwinningen uit veertien races. In 2013 reed hij opnieuw in deze klasse en werd hij vierde.
In 2013 maakte Calko ook zijn debuut in het World Touring Car Championship. Voor het team Campos Racing mocht hij deelnemen aan het laatste raceweekend van het jaar op het Circuito da Guia, als vervanger van Nikolay Karamyshev, die eigenlijk dat weekend zou rijden. Hij wist zich als negentiende van 34 auto's te kwalificeren, waarbij hij enkele meer ervaren coureurs achter zich wist te houden. Echter, hij had pech: in beide races wist hij door ongelukken de finish niet te bereiken.